# شورش درویش رضا در قزوین
درویش رضا، درویشی در قزوین بود که جهت کسب اعتبار خود را به طوایف شاملوی افشار منسوب می‌کرد. ابتدا کارگزار حاکم همدان شد و در یکی از سفرها در آب رود ارس غرق شد، اما پس از سه روز از آب نجات پیدا کرد و پس از آن همراه با جمعی از درویشان به سرزمینهای عثمانی، مراکش و مصر سفر کرد. در سفر، به روایت واله اصفهانی، سررشته‌ای از علوم غریبه و فنون عجیبه بدست آورد و ادعای کشف و شهود نمود. شاردن ادعا کرده‌است که فرار درویش رضا از خدمت حاکم همدان، اعتراضی بوده‌است به حضور غلامان در جنگهای زمان شاه عباس که عرصه سنتی قزلباش‌ها بوده‌است و دخالت غلامان شاه را در جنگ، تضعیف قزلباش‌ها بحساب می‌آوردند. سپس به ایران بازگشت و در قاقازان قزوین ساکن شد و با درباریان نزدیک شد. سپس خانقاه او طرفداران بیشتری پیدا کرد و میرزا تقی اعتماد الدوله را هم تحت تأثیر قرار داد. سپس علمای قزوین با ادعای کفر با او به مباحثه پرداختند که توانست از عهده سوالهای ایشان بر آید و ایشان از او دست برداشتند و رهایش کردند. پس از مدتی و با افزایش طرفدارانش گاهی ادعای نیابت امام غائب را نمود و گاهی هم خودش را مهدی موعود می‌خواند. البته عقاید و افکار خود را در خفا نگاه می‌داشت و به صراحت اظهار نمی‌نمود. نقشه درویش رضا این بود که با مریدان ابتدا قزوین را به تصرف درآورد و با برانگیخته شدن بقیه مردم، مناطق دیگر را هم تصرف کند. 
از نظر فکری، آموزه‌هایی از اعتقادات اهل حق، مشعشعیان، موعودگرایی، نقطویان و قلندران در اصول فکری هواداران درویش رضا قابل تشخیص است. قبلاً در زمان شاه عباس هم درویش خسرو نقطوی دارای هواداران بسیاری شده بود که شاه او را اعدام کرد و تمایلی که درویش رضا به تصاحب تخت پادشاهی صفوی داشت، از نوع همان گرایشهای دراویش نقطوی است. اعتقاد به تناسخ در مریدان درویش رضا، باعث پیوند شورش فعلی با نقطویانی بود که در دوره شاه عباس سرکوب شده بودند. حتی در ۱۰۴۹ ه‍. ق. پس از سرکوب درویش رضا، شاطری را که ظاهرش شبیه او بود بعنوان پیشوا برگزیدند و دوباره شورش کردند که شاه صفی این شورش را هم با اعدام شاطر سرکوب کرد. 
فشارهای مالیاتی، باعث می‌شد که نظر دراویش نقطوی که بر نوعی اشتراک در مالکیت، برای روستاییان جذاب باشد. طرح دعوی نیابت یا مهدویت از طرف درویش رضا، بیش از آنکه نمایانگر عقیده شیعه امامی او باشد، اقدامی بوده ضد علمای شیعه که انکار مرجعیت علما و طرح نیابت عامه امام از سوی ایشان بوده‌است. در ۱۶ ذیحجه ۱۰۴۱ ه‍. ق. درویش رضا همراه با تعداد زیادی از مریدان خود از خانقاه کافورآباد با سلاح بیرون آمد و به تصرف قزوین حرکت نمود. این تعداد زیاد، ابتدا به در خانه داروغه شهر رفتند و خواستند که با شورشیان همراه شود وگرنه تنبیه خواهد شد. داروغه نه به جنگ شورشیان آمد و نه با آنان همراه شد. درویش رضا پایگاه خود را در آستانه شاهزاده حسین قزوین قرار داد و پیروانش ادعا کردند که قصد زنده کردن یکی از سادات درگذشته قزوین، بنام میر فغفور را دارد. این خبر در قالب آوازه ظهور و خروج صاحب الزمان و خبر احیای اموات در شهر پیچید و موجب هیجان شدید مردم شهر شد. نتیجه هجوم نیروهای نظامی به آرامگاه میر فغفور و آتش زدن مقبره شد که باعث مرگ او گشت.

## پی‌نوشت
1. ↑  KATHRYN BABAYAN، دانشنامه ایرانیکا.
2. ↑  KATHRYN BABAYAN، دانشنامه ایرانیکا.
3. ↑  ثواقب، «نگرشی بر شورش درویش رضا در عصر شاه صفی(۱۰۴۱ ه. ق)»، فصلنامه علمی-پژوهشی علوم انسانی دانشگاه الزهرا (س)، ۸۹.
4. ↑  ثواقب، «نگرشی بر شورش درویش رضا در عصر شاه صفی(۱۰۴۱ ه. ق)»، فصلنامه علمی-پژوهشی علوم انسانی دانشگاه الزهرا (س)، ۱۰۲.